# جدال (فیلم ۲۰۰۰)
جدال (انگلیسی: The Duel) فیلم رزمی است به کارگردانی اندرو لاو که در سال ۲۰۰۰ منتشر شد. از بازیگران آن می‌توان به اندی لاو و ژائو وی اشاره کرد.

## داستان
اژدهای نه، یک کارآگاه امپراطوری، پس از به سرانجام رساندن پرونده روح دزد، در راه بازگشت است. او با «قدیس شمشیر» یه روبرو می‌شود که از او می‌خواهد به «خدای شمشیر» سیمون بگوید تا در شب ماه کامل در بلندترین پشت بام کاخ ممنوعه برای جدال با او ملاقات کند. خبر جدال قریب‌الوقوع بین دو شمشیرزن بزرگ مانند آتش وحشی پخش می‌شود و توجه زیادی را به خود جلب می‌کند، و مردم شروع به شرط‌بندی بر سر نتیجه نهایی می‌کنند. امپراتور اژدهای نه و شاهزاده ققنوس را می‌فرستد تا از وقوع دوئل جلوگیری کنند و بررسی کنند که آیا این پوششی برای نقشه‌های شوم است یا خیر.

## بازیگران
- اندی لائو در نقش یه
- اکین چنگ
- نیک چیانگ در نقش اژدهای نه
- ژائو وی در نقش شاهزاده ققنوس
- پاتریک تام در نقش امپراطور